# Björn Larsson Ask
För andra betydelser, se Björn Larsson (olika betydelser).
Björn Hilding Larsson Ask, ursprungligen Larsson, född 27 november 1940 i Västerås, död 10 september 2023, var en svensk pressfotograf.
Björn Larsson Ask var son till Hilding Larsson och Margareta Ask. Han har arbetat på tidningar som Se och Svenska Dagbladet. 1969 mottog han Stora journalistpriset för sina reportage från Biafrakriget. Juryns motivering löd "För hans skakande realistiska bildreportage i Se och en stor del av världspressen om tragedin i Biafra."
Larsson Ask hade även en mindre roll som en fotograf i filmen Kristoffers hus (1979).
Åren 1967–1980 var han gift med skådespelaren Eva Bysing (född 1943) och sedan 1983 omgift med Viveca Lithner (född 1955).

## Filmografi
- 1979 - Kristoffers hus

## Priser och utmärkelser
- 1967 - Årets färgbild
- 1969 - Stora journalistpriset
- 1971 - Årets färgbild
- 1973 - Årets färgbild
- 1979 - Årets bild
- 1981 - Oskar Barnack-priset
- 1985 - Årets bildreportage
- 1992 - Årets pressfotograf
- 2001 - Årets humorbild
- 2002 - Årets humorbild

### Fotnoter
1. ↑  Hygstedt, Björn (15 september 2023). ”Han gav sig inte förrän bilden var perfekt | Björn Hygstedt”. Svenska Dagbladet. ISSN 1101-2412. https://www.svd.se/a/zEjA2w/fotografen-bjorn-larsson-ask-har-dott. Läst 30 september 2023.
2. ↑  https://www.ratsit.se/19401127-Bjorn_Hilding_Larsson_Ask_Nyhamnslage/IR3Ak_Rfh8IoTQUPZvEx3vW_BfXiNR-vATGSDd2d7LM
3. 1 2 3  ”Björn Larsson”. http://sfi.se/sv/svensk-filmdatabas/Item/?type=PERSON&itemid=309042. Läst 8 juli 2012.
4. ↑  ”Björn Larsson”. Stora journalistpriset. Arkiverad från originalet den 10 mars 2014. https://web.archive.org/web/20140310022034/http://www.storajournalistpriset.se/bjorn-larsson-se/. Läst 8 juli 2012.
5. ↑  Bysing-Larsson, Eva B, artist, Sollentuna i Vem är det / Svensk biografisk handbok / 1977 / s 162.
6. ↑  Sveriges befolkning 1990, CD-ROM, Version 1.00, Riksarkivet (2011).